# Железнодорожный (Усть-Илимский район)
Железнодорожный — рабочий посёлок в Усть-Илимском районе Иркутской области России.
Статус посёлка городского типа с 1970 года.
Фактически является частью города Усть-Илимска.

## География
Расположен в северо-западной части Иркутской области, примыкает с восточной стороны к северной части Усть-Илимского водохранилища.
Расстояние до Усть-Илимска — 4 км.

## История
Посёлок основан в январе 1967 года для первопроходцев-строителей Усть-Илимской ГЭС, Усть-Илимского ЛПК и города Усть-Илимска.
В 1968 году получил название Северный с подчинением Усть-Илимскому району.
1 мая 1970 года посёлок получил статус рабочего поселка и название Железнодорожный.

## Население
| 1979  | 1989  | 2002  | 2009  | 2010  | 2011  | 2012  | 2013  | 2014  |
| ----- | ----- | ----- | ----- | ----- | ----- | ----- | ----- | ----- |
| 8825  | ↗9095 | ↘7832 | ↗8197 | ↘7032 | ↗7056 | ↗7089 | ↘6986 | ↘6953 |
| 2015  | 2016  | 2017  | 2021  |       |       |       |       |       |
| ↘6760 | ↘6655 | ↘6463 | ↘5956 |       |       |       |       |       |

## Инфраструктура
- Детский сад «Берёзка»
- Детский сад «Малыш»
- Детский сад «Чебурашка»
- Средняя общеобразовательная школа № 1
- Средняя общеобразовательная школа № 2
- Центр дополнительного образования детей
- Детская школа искусств
- Центр культуры
- Межпоселенческая центральная библиотека
- Магазины, столовая
- узловая больница на 75 коек и поликлиника на 150 посещений
- Дачный дом «У Михалыча»
- Дом культуры «30 лет победы»

С 1970 года началось капитальное строительство жилья, строительство коммунальной инфраструктуры (водопровод, канализация, теплоснабжение).

## Транспорт
Конечная станция (товарная погрузо-разгрузочная) железнодорожной линии Хребтовая-Усть-Илимск (протяжённостью 214 км) Восточно-Сибирской железной дороги, без пригородного сообщения. Построена в 1973 году для ускорения строительства ГЭС и ЛПК.
Время поездки до районного центра автомобилем — 30 мин, до областного центра автомобилем — 10 часов, автобусом — 15 часов, железнодорожным транспортом — 27 часов.